# Rendezvous Rocks
Rendezvous Rocks är en kulle i Antarktis. Den ligger i Västantarktis. Argentina, Chile och Storbritannien gör anspråk på området. Toppen på Rendezvous Rocks är 945 meter över havet.
Terrängen runt Rendezvous Rocks är kuperad åt nordost, men åt sydväst är den platt. Trakten är obefolkad. Det finns inga samhällen i närheten.